# Osas Ighodaro
Osas Ighodaro Ajibade (tên khai sinh Osariemen Martha Elizabeth Ighodaro, sinh ngày 26 tháng 10 năm 1990) là nữ diễn viên, người dẫn chương trình, nhà nhân đạo người Mỹ gốc Nigeria. Cô giành chiến thắng trong cuộc thi Hoa hậu Da Đen ở Mỹ năm 2010 và là người thành lập Quỹ Joyful Joy. Cô tham gia cuộc chiến chống bệnh sốt rét Ngoài ra, cô còn là dẫn chương trình Giải thưởng Liên hoan Phim Châu Phi 2014 (2014 Africa Magic Viewers Choice Awards). Trong vở opera Tinsel, cô đóng vai nhân vật Adanna (Danni) và giành giải Nữ diễn viên truyền hình xuất sắc nhất năm tại lễ trao giải ELOY 2014

## Tiểu sử
Ighodaro sinh ra ở quận Bronx, New York, Mỹ. Cô là người tổ chức chương trình Maltina Dance All Reality. Cô lấy bằng Phát thanh viên báo chí và Sân khấu từ trường Đại học bang Pennsylvania. Cô tiếp tục lấy bằng thạc sĩ Mỹ thuật tại Trường Diễn viên Điện ảnh thuộc quản lý của trường Đại học Pace. Năm 2012, cô đi đến Nigeria với dự định trong vòng 6 tháng, sau đó trở về Mỹ. Tuy nhiên do yếu tố công việc, cô đã ở lại Nigeria để hoàn thành bản opera xà phòng Tinsel. Cô đã tổ chức chương trình Maltina Dance All Reality Cô là người sáng lập tổ chức Joyful Joy và là thành viên của câu lạc bộ Alpha Kappa Alpha.

## Đời tư
Cô kết hôn với Gbenro Ajibade và có một con gái.

## Sự nghiệp điện ảnh

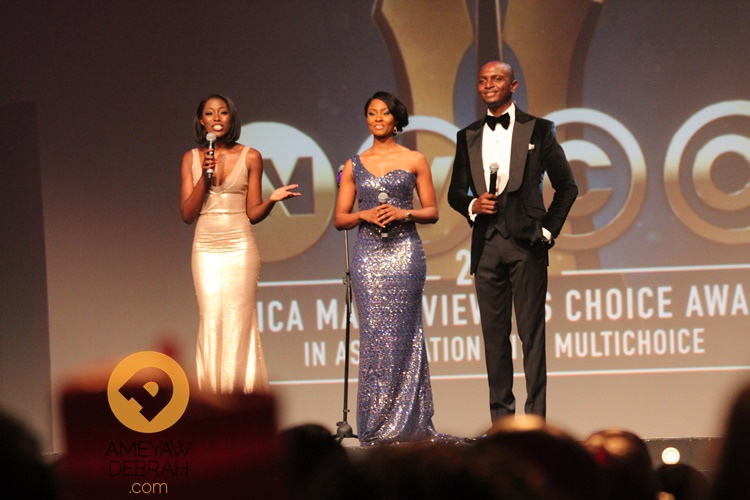
Osas Ighodaro, Vimbai Mutinhiri và IK Osakioduwa hosting the 2014 Africa Magic Viewers Choice Awards

### Phim
| Năm  | Tên                     | Vai diễn    |
| ---- | ----------------------- | ----------- |
| 2018 | King of Boys            | Sade Bello  |
| 2016 | Ratnik                  | Sarah Bello |
| 2016 | A Walk in the Wind      | Mary        |
| 2016 | Entreat                 | Margaret    |
| 2016 | Put a Ring on it        | Eki         |
| 2015 | Gbomo Gbomo Express     | Cassandra   |
| 2015 | Where Children Play     | Nia         |
| 2015 | The Department          | Tolu        |
| 2011 | Restless City           | Adinike     |
| 2009 | The Tested              | Sheena      |
| 2008 | Cadillac Records        | Maid        |
| 2008 | Across a Bloodied Ocean | Nafisa      |
| 2006 | Killa Season (film)     | Shinae      |

### Truyền hình
| Năm       | Tên                       | Vai diễn     |
| --------- | ------------------------- | ------------ |
| 2013-2015 | Maltina Dance All         | Host         |
| 2012-2014 | Tinsel                    | Adanna       |
| 2013      | Parallels - The Webseries | Ruth         |
| 2012      | 12 Steps to Recovery      | Jellybean    |
| 2010      | Meet the Browns           | Nurse Mileen |
| 2006      | Conviction                | Girlfriend   |

### Kịch
- For Coloured Girls (Nigerian adaptation)
- Underground
- Dolores
- He Said, She Said
- How Sweet
- Platanos Y Collard Greens
- Revenge of a King
- Joe Turners Come and Gone
- Coloured Museum

## Awards and nominations
| Năm  | Sự kiện                                    | Hạng mục                                   | Work | Kết quả |
| ---- | ------------------------------------------ | ------------------------------------------ | --- | ------- |
| 2010 | Cuọc thi Hoa hậu Da Đen ở Mỹ               | Hoa hậu Da Đen Mỹ năm 2010                 | Đoạt giải |         |
| 2014 | Giải thưởng ELOY                           | Nữ diễn viên truyền hình xuất sắc nhất năm | style="background: #99FF99; color: black; vertical-align: middle; text-align: center; " class="yes table-yes2"\|Đoạt giải |         |
| 2015 | Giải Green October La Mode Magazine Awards | Giải thưởng Nhân đạo                       | style="background: #99FF99; color: black; vertical-align: middle; text-align: center; " class="yes table-yes2"\|Đoạt giải |         |
| 2015 | Giải thưởng ELOY                           | Đại sứ Thương hiệu của năm                 | style="background: #99FF99; color: black; vertical-align: middle; text-align: center; " class="yes table-yes2"\|Đoạt giải |         |
| 2015 | Giải thưởng ELOY                           | Nữ diễn viên xuất sắc nhất năm             | style="background: #FDD; color: black; vertical-align: middle; text-align: center; " class="no table-no2"\|Đề cử          |         |
| 2016 | Golden Movie Awards                        | Golden Supporting Actress                  | style="background: #FDD; color: black; vertical-align: middle; text-align: center; " class="no table-no2"\|Đề cử          |         |
| 2016 | Giải Nigeria Entertainment Awards 2016     | Nữ diễn viên phụ của Nămr                  | style="background: #99FF99; color: black; vertical-align: middle; text-align: center; " class="yes table-yes2"\|Đoạt giải |         |